# Bolsa del Ruhr
La Bolsa del Ruhr fue una batalla que tuvo lugar en el mes de abril de 1945 en el frente occidental, cerca del final de la Segunda Guerra Mundial, en la cuenca del Ruhr, Alemania. Unos 317 000 soldados alemanes, principalmente milicianos desarmados de Volkssturm y unidades de las Juventudes Hitlerianas fueron tomados prisioneros junto con 24 generales. Los estadounidenses sufrieron unas 10 000 bajas, incluyendo 2000 muertos o desaparecidos.
Aprovechando la captura del puente Ludendorff en Remagen el 7 de marzo, el 12.º Grupo de Ejércitos de los Estados Unidos, al mando del General Omar Bradley, avanzó rápidamente hacia territorio alemán al sur del Grupo de Ejércitos B del Mariscal de Campo Walter Model. En el norte, el 21.º Grupo del Ejército Aliado, bajo el mando del Mariscal de Campo Bernard Montgomery, cruzó el Rin en la Operación Plunder el 23 de marzo. Los elementos principales de los dos grupos de ejércitos aliados se unieron el 1 de abril de 1945 al este del área del Ruhr para crear un cerco masivo de 370 000 soldados alemanas al oeste.
Mientras que la mayor parte de las fuerzas estadounidenses avanzaba hacia el este, hacia el río Elba, unas 18 divisiones estadounidenses se quedaron atrás para destruir a las fuerzas aisladas del Grupo de Ejércitos B. La reducción del cerco alemán se inició de inmediato, el 1 de abril, por el Noveno Ejército de Estados Unidos, junto con las fuerzas del Primer Ejército que comenzaron el 4 de abril. Durante 13 días, los alemanes retrasaron o resistieron el avance de los ejércitos de Estados Unidos. El 14, los Ejércitos Primero y Noveno se unieron, dividiendo el cerco alemán por la mitad y la resistencia alemana comenzó a desmoronarse.
Habiendo perdido contacto con sus unidades, el 15.º Ejército alemán capituló el mismo día. Walter Model disolvió su grupo de ejércitos el 15 de abril y ordenó al Volksturm y al personal no combatiente que desecharan sus uniformes y se fueran a casa. El 16 de abril, el grueso de las fuerzas alemanas se rindió en masa a las divisiones de los Estados Unidos. La resistencia organizada llegó a su fin el 18 de abril. No dispuesto a rendirse con su rango de mariscal de campo en cautiverio aliado, Model se suicidó la tarde del 21 de abril.

## Antecedentes
Las tropas de Estados Unidos y Gran Bretaña (que a su vez incluía divisiones canadienses) habían ocupado territorio del Reich desde septiembre de 1944, cuando tomaron la ciudad de Aquisgrán, pero no habían logrado aún cruzar el río Rin, la última gran barrera geográfica que impedía la invasión de Alemania propiamente dicha.
Los Aliados occidentales, tras su triunfo en las Ardenas en diciembre de 1944, detuvieron sus operaciones durante los meses invernales de enero y febrero, lanzando una gran ofensiva desde inicios del mes de marzo para cruzar el Rin; donde los estadounidenses lograron tomar Colonia el 6 de marzo. Fuerzas estadounidenses consiguieron cruzar el río Rin hacia el este el día 7 de marzo de 1945, cuando las tropas del Primer Ejército de Estados Unidos, lideradas por el general Omar Bradley, capturaron por sorpresa un amplio puente totalmente utilizable en la localidad alemana de Remagen y lo aprovecharon al máximo de su capacidad para transferir grandes cantidades de soldados y material hacia la orilla oriental del Rin, hasta que el puente colapsó el día 17 de marzo.
Las defensas alemanas quedaron sorprendidas con el avance, pese a que se habían destruido casi todos los puentes sobre el Rin. Al norte de la región del Ruhr avanzaba el 21.º Grupo de Ejército británico del general Bernard Montgomery, que había lanzado la Operación Plunder y había logrado también cruzar el Rin exitosamente el 24 de marzo.
La Región del Ruhr, entonces como ahora, constituía un área de gran importancia económica. Los ricos yacimientos mineros de hierro y carbón habían estimulado desde fines del siglo XIX la instalación de vastísimos complejos industriales en una región de 4435 km² de extensión, al punto de poseer la mayor concentración de fábricas y talleres del Tercer Reich, destacando precisamente el Ruhr como sede principal de la industria militar alemana. Desplazar las fábricas del Ruhr a otros territorios era una tarea que las presiones de la guerra habían impedido al régimen nazi. Ante la cercanía de las tropas angloestadounidenses, el propio Adolf Hitler dio órdenes de que la Wehrmacht defendiera la región del Ruhr a ultranza, para lo cual comisionó al Grupo de Ejércitos B dirigido por el mariscal de campo Walter Model, secundado por el general Heinrich Freiherr von Lüttwitz.
El temor a que las tropas estadounidenses capturasen plantas industriales operativas del Ruhr motivó a Hitler a dictar la "Orden Nerón" (en alemán Nero-Befehl) para que la infraestructura de la región fuese destrozada por la Wehrmacht si no podía defenderla, sin consideración alguna por los perjuicios que ello causara a la población civil alemana. El encargado de implementar estas políticas en toda Alemania era el ministro de armamentos Albert Speer, aunque este demoró lo más posible la ejecución de tales órdenes.

## Los Aliados se acercan al Ruhr
Tras los exitosos cruces del Rin, el general Dwight Eisenhower determinó que el Ruhr fuera cercado, por el norte, usando el 9.º Ejército de los Estados Unidos. Esta fuerza estaba bajo el mando británico de Montgomery, pero ahora se integraba en un nuevo dispositivo ofensivo junto con el Decimosegundo Grupo de Ejércitos de Estados Unidos. La operación de cerco y destrucción de las tropas germanas en el Ruhr quedó a cargo del general Omar Bradley, secundado por los generales William Hood Simpson y Courtney H. Hodges. El 9.º Ejército sumaba cerca de 250 000 soldados dotados de sus propias divisiones de tanques y artillería, así como de vasto apoyo aéreo.
La defensa del Ruhr se asignó al Grupo de Ejércitos B dirigido por el general Walter Model, con 21 divisiones (cerca de 400 000 efectivos), encuadradas dentro del 15.º Ejército y del 5.º Ejército Panzer. No obstante, ambas unidades habían perdido a numerosas tropas veteranas, y las divisiones estaban formadas mayormente por tropas improvisadas y mediocremente armadas de la Volkssturm o de las Juventudes Hitlerianas, con unos pocos hombres de la Waffen SS encargados de evitar deserciones o rendiciones. El avance soviético en Prusia Oriental y Brandenburgo había forzado al OKH alemán a destinar a la mayoría de las mejores unidades hacia el frente oriental, cada vez más cercano a Berlín, donde la Wehrmacht se batía en gravísima inferioridad numérica. Esto dejaba en el frente occidental a menos soldados experimentados.
No obstante, Hitler y sus consejeros como Joseph Goebbels y Martin Bormann esperaban que en el frente occidental la escasez de tropas experimentadas fuera compensada con el puro fanatismo nazi, insistiendo en que los defensores del Ruhr lucharan «hasta su aniquilamiento» y prohibiendo toda retirada con la pena de muerte. En la práctica, esto convirtió a toda la Región del Ruhr en una enorme "bolsa" de tropas cercadas (llamada kessel o "caldero" en la jerga militar de la Wehrmacht).

## La batalla
El 1 de abril las tropas estadounidenses y británicas terminaron su cerco del Ruhr al tomar la localidad de Lippstadt en el extremo oriental del Ruhr y se lanzaron a una violenta ofensiva. Las abigarradas fuerzas alemanas opusieron fuerte resistencia en los primeros días, pero la inexperiencia de la Volkssturm y la superioridad de fuego de los estadounidenses impidieron que la defensa germana durase mucho tiempo.
El 7 de abril las defensas alemanas quedaron cercanas al colapso ante la superioridad armamentística de los estadounidenses. Entonces el OKW envió fuerzas del 11.º Ejército (que ya estaba luchando en las montañas del Harz y al borde del río Weser) junto con refuerzos del 12.º Ejército de la Wehrmacht para socorrer a los sitiados desde el sur de la Bolsa (punto que Model y su estado mayor consideraban el más vulnerable para los estadounidenses). Sin embargo, estos intentos de ayuda fracasaron, debido a la abrumadora superioridad numérica y armamentística de los norteamericanos, que en días posteriores no sólo lograron repeler los avances de refuerzos germanos sino además mantener su ofensiva sobre la Bolsa. Los mandos del Partido Nazi usaron a las pocas fuerzas de las Waffen SS allí presentes para aterrorizar a sus propias tropas en caso de fuga o rendición, pero el ataque estadounidense mostró que ni siquiera estas medidas draconianas (de gran dureza o severidad) podían frenar el desaliento de los defensores.

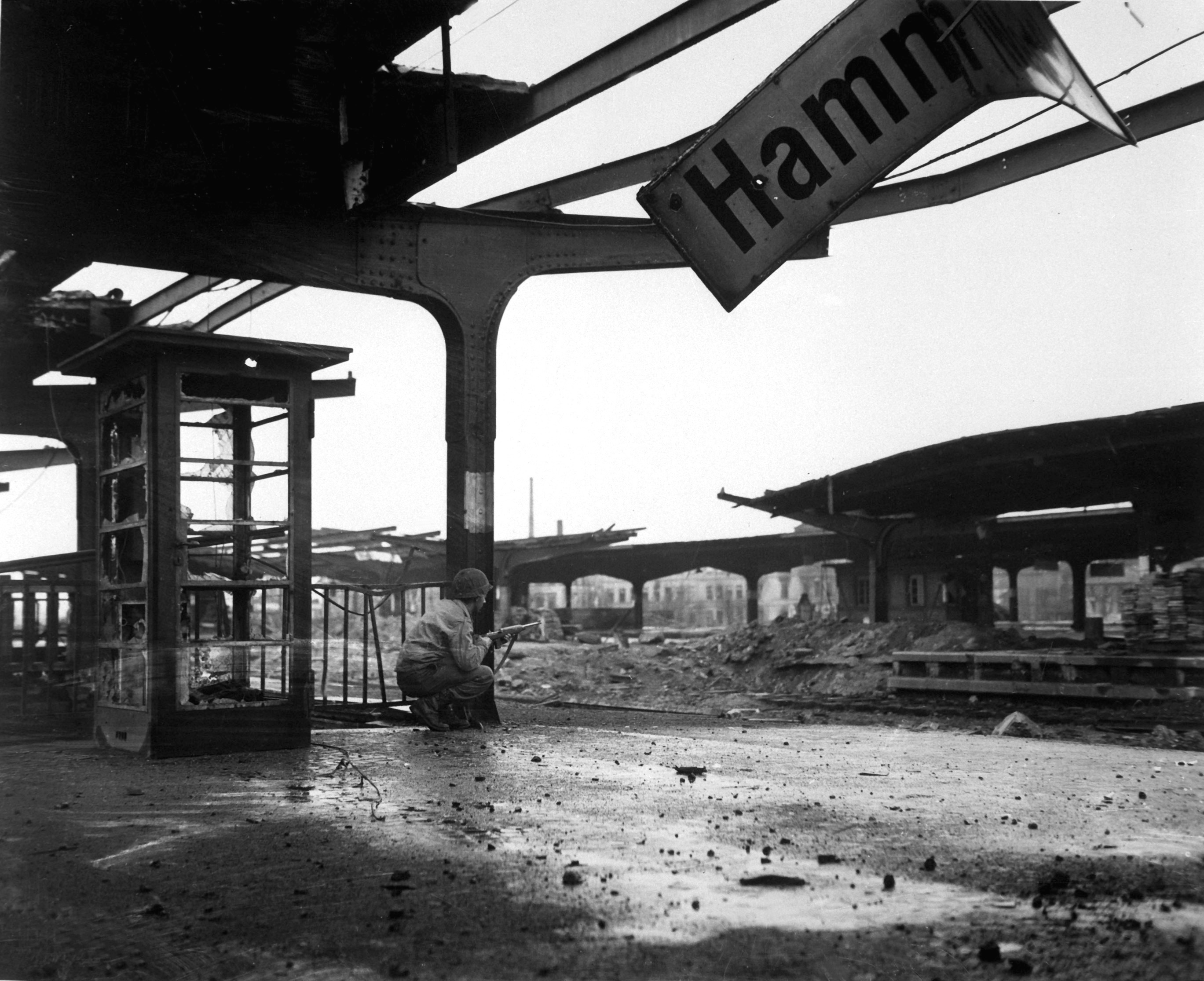
Soldado estadounidense en la estación de tren de Hamm, en el extremo oriental de la Bolsa del Ruhr. 6 de abril de 1945

El 12 de abril las tropas estadounidenses tomaron la ciudad de Krefeld y gracias a ello lanzaron una audaz ofensiva para cortar en dos a la "Bolsa", mientras su aviación impedía toda movilización de refuerzos alemanes dentro del cerco. Varios millones de civiles alemanes quedaron atrapados en la región, junto con miles de obreros extranjeros (en su mayoría polacos, rusos, italianos) llevados a Alemania como trabajadores esclavos, siendo todos ellos sometidos a una estricta disciplina similar a la de los soldados. Esto no evitó la desmoralización de los defensores germanos ante la embestida estadounidense: al terminar el 12 de abril, unos 80 000 soldados alemanes se habían rendido a los norteamericanos.
El plan de Bradley tuvo éxito y el 13 de abril las ciudades de Wuppertal y Solingen ya habían caído en poder de los estadounidenses, con lo cual la Bolsa se había partido en dos, quedando la parte más pequeña al este y con base en la ciudad de Dortmund. Este triunfo no redujo el ataque, y ambas "bolsas" empezaron a reducirse rápidamente de tamaño. El 15 de abril se rindieron los últimos defensores alemanes de Dortmund y de la localidad cercana de Hagen, con lo que la "bolsa oriental" dejó de existir. 
La situación se agravaba para los defensores de la "bolsa occidental" que habían quedado más alejados aún de toda posibilidad de ayuda. El general Omar Bradley lanzó una intimación de rendición al mariscal Model, pero éste rehusó la oferta el 15 de abril al considerarse aún atado a su lealtad a Hitler, ordenando que la lucha continuara. Para entonces, las escasas formaciones Panzer del Grupo de Ejércitos B habían sido fuertemente golpeadas, haciendo que los estadounidenses se acercaran a las últimas grandes ciudades del Ruhr aún sin tomar: Duisburg, Düsseldorf y Essen.
Para esa fecha, las tropas germanas empezaban a sufrir una grave escasez de municiones y habían perdido casi todas sus reservas de combustible, dificultando en extremo sus movimientos dentro de la Bolsa. En esas últimas horas un puñado de autoridades antinazis trataron de apoderarse de Düsseldorf el 16 de abril para evitar más destrucciones inútiles, pero fueron descubiertos y asesinados por fuerzas de la Gestapo que aún se hallaban en la Bolsa.

## Destrucción de la Bolsa
Al ser imposible detener el avance aliado, carecer de munición suficiente, y fracasar los intentos de apoyo exterior, el 17 de abril Model autorizó a los sobrevivientes del Volkssturm (mayormente hombres de más de 60 años) y de las Juventudes Hitlerianas (casi todos adolescentes mayores de 12 años) a volver a sus casas. En paralelo Model procedió a disolver el Grupo de Ejércitos B como unidad combatiente, dando tres alternativas a sus sobrevivientes: seguir en sus puestos hasta el fin, intentar huir del cerco en grupos aislados, o desmovilizarse y volver a sus casas, aunque esta última opción era una velada insinuación para desertar o rendirse.
Ante esta situación, los últimos oficiales de la Gestapo y las SS presentes en la Bolsa dieron muerte a todos los prisioneros políticos que aún conservaban, incluyendo obreros extranjeros. Algunas tropas alemanas restantes eligieron seguir luchando hasta su destrucción, pero otros miles decidieron simplemente usar la última opción permitida por Model y abandonaron el combate.
La ofensiva estadounidense se renovó: el 18 de abril los atacantes tomaban Essen y Düsseldorf, y al día siguiente estallaban los primeros incidentes causados por obreros extranjeros, que se dedicaron al saqueo y el pillaje en las localidades cercanas a estas ciudades, sin que las tropas estadounidenses lo impidieran a tiempo. Las noticias sobre la oferta de Model a sus tropas fue conocida rápidamente en Berlín, y fue el motivo para un brutal ataque de Joseph Goebbels en un discurso del 20 de abril (con motivo del cumpleaños de Hitler). Goebbels acusaba a Model de traición y cobardía por desmovilizar a sus reclutas de la Volkssturm y disolver al Grupo de Ejércitos B sin permiso, con lo cual Model evitaba al menos ser acusado de rendición.
Tras este discurso cundió la desmoralización completa entre el mariscal Model y su estado mayor, condenados por sus propios jefes y sin opciones de huir de la bolsa o resistir más tiempo. Notando que la lucha terminaría pronto, Model se suicidó el 21 de abril en una barraca militar al sur de Duisburg, ciudad que era su último cuartel general. Con ello, los últimos oficiales que le seguían determinaron rendirse o suicidarse.
Los casi 325 000 soldados alemanes capturados, junto con varios civiles alemanes acusados de ser simpatizantes del nazismo, fueron encerrados por los estadounidenses en una gigantesca red de campos de prisioneros llamados Rheinwiesenlager.